# Högskolecentrum Bohuslän

Högskolecentrum Bohuslän, HCB, i Uddevalla är ett högskolecentrum i Sverige som bildades 2006 och är en del av Uddevalla kommun. Det är beläget centralt i gamla Tigerfabrikens lokaler (Sinclair). HCB har profilen entreprenörskap, turism och handel, framförallt e-handel. HCB har för närvarande tre högskoleprogram, fyra YH-utbildningar och ett antal enstaka kurser. 2007 flyttade de första företagen i entreprenörsparken in.